# Isopterygium taxithelioides
Isopterygium taxithelioides là một loài Rêu trong họ Hypnaceae. Loài này được Broth. & Bryhn mô tả khoa học đầu tiên năm 1911.